# T'Ain't No Big Thing but He Is…Jimmy Reed
T'Ain't No Big Thing but He Is…Jimmy Reed — студійний альбом американського блюзового музиканта Джиммі Ріда, випущений у 1963 році лейблом Vee-Jay.

## Опис
Цей альбом був записаний Джиммі Рідом у 1963 році в Чикаго на лейблі Vee-Jay, який включає 11 пісень. На більшості піснях на гітарі грають Едді Тейлор (зокрема на «Shame Shame», а також на двох інших) і Лефті Бейтс, а Рід грає на губній гармоніці і також на гітарі. Джиммі Рід, мол., який пізніше виступатиме з батьком на концертах, тут грає на басу на трьох піснях.
Пісні «Shame, Shame, Shame» і «Mary Mary» були випущені на синглах у 1963 році. У квітні 1963 року «Shame, Shame, Shame» посіла 52-е місце в чарті Hot 100 (США) журналу «Billboard» і 45-е місце в чарті UK Singles (Велика Британія). У вересні 1963 року «Mary Mary»» посіла 119-е місце в чарті Hot 100.

## Список композицій
1. «Shame, Shame, Shame» (Джиммі Рід) — 2:40
2. «Mary Mary» (Джиммі Рід, Ел Сміт) — 2:49
3. «Aint No Big Deal» (Джиммі Рід) — 2:29
4. «Baby's So Sweet» (Джиммі Рід) — 2:45
5. «Mixed Up» (Джиммі Рід) — 2:30
6. «There'll Be a Day» (Джиммі Рід) — 2:30
7. «Up Tight» (Джиммі Рід) — 2:20
8. «Cold and Lonesome» (Джиммі Рід) — 2:35
9. «I'm Gonna Help You» (Джиммі Рід, Ел Сміт) — 2:45
10. «Upside the Wall» (Джиммі Рід) — 2:57
11. «I'm Trying to Please You» (Джиммі Рід) — 3:40

## Учасники запису
- Джиммі Рід — вокал, губна гармоніка, гітара
- Едді Тейлор, Лефті Бейтс, Джиммі Рід, мол. — гітара
- Ел Данкан — ударні

Технічний персонал
- Піт Велдінг — текст

## Хіт-паради
Сингли
| Рік  | Сингл                 | R&B Singles | Billboard Hot 100 | UK Singles |
| ---- | --------------------- | ----------- | ----------------- | ---------- |
| 1963 | «Shame, Shame, Shame» | —           | 52                | 45         |
| 1963 | «Mary Mary»           | —           | 119               | —          |